# Coelidiana ferruginea
Coelidiana ferruginea är en insektsart som beskrevs av Chiamolera och Rodney Ramiro Cavichioli 2000. Coelidiana ferruginea ingår i släktet Coelidiana och familjen dvärgstritar. Inga underarter finns listade i Catalogue of Life.